# Gospodarski sporazum
Gospodarski sporazum (srpski: Економски споразум), sporazum potpisan 2. prosinca 1994. između Republike Hrvatske i tzv. Republike Srpske Krajine. Sporazum je u Zagrebu potpisao Hrvoje Šarinić u ime hrvatske strane, a nekoliko sati kasnije u Kninu predsjednik vlade tzv. RSK Borislav Mikelić. Sporazum su potpisali i supresjedatelji Međunarodne konferencije o bivšoj Jugoslaviji David Owen i Thorvald Stoltenberg, predstavnici UNPROFOR-a i Promatračke misije Europske unije u bivšoj Jugoslaviji, a kao svjedoci i američki veleposlanik u Hrvatskoj Peter Galbraith i ruski veleposlanik u Hrvatskoj Leonid Keresteđijanc.

## Razlozi
U skladu sa sporazumom o normalizaciji gospodarskih odnosa trebalo je obnoviti i pustiti u pogon veći broj vodovodnih sustava u Dalmaciji, Lici, na Baniji i u zapadnoj Slavoniji. Trebalo je osposobiti i veći broj visokonaponskih dalekovoda između slobodnih dijelova Hrvatske i područja pod srpskim nadzorom. U Ernestinovu pokraj Osijeka zajednički je trebalo izgraditi novu transformatorsku postaju. Hrvatska je srpskoj strani trebala isporučiti polove rotora hidroelektrane Obrovac. Ti su dijelovi bili na popravku u zagrebačkoj tvornici "Končar", a u vrijeme sklapanja sporazuma nalazili su se u Rijeci. Polovi su trebali biti vraćeni u hidroelektranu Obrovac čim supresjedatelji Međunarodne konferencije o bivšoj Jugoslaviji proglase da je autocesta Zagreb-Beograd otvorena i da se rabi u skladu sa Sporazumom. Bitan dio sporazuma odnosio se na otvaranje autoceste Zagreb-Beograd, koja je dijelom prolazila kroz dio zapadne i istočne Slavonije pod srpskim nadzorom. UNPROFOR je imao pravo nadzora na zaštićenim područjima "Zapad" i "Istok", u svrhu osiguravanja sigurnosti prometa, u čemu mu je trebala pomoći srpska milicija. Sporazumom je dogovoreno i otvaranje Jadranskog naftovoda najprije kroz UN-ovo zaštićeno područje "Sjever". 

## Realizacija
Prvi korak u provedbi Gospodarskog sporazuma bio je otvaranje autoceste kroz Srpsku oblast Zapadna Slavonija, što je učinjeno 21. prosinca 1994. godine. Trajalo je i osnivanje milicijske stanice u Okučanima koja se trebala brinuti za nadzor prometa na autocesti koji je prolazio kroz srpski dio zapadne Slavonije. Vlada RSK je na sjednici održanoj 21. i 22. siječnja 1995. zaključila da je "Štab za otvaranje autoputa" ispunio postavljene zadatke. Početkom 1995. srpska strana primila je polove hidroelektrane Obrovac, a istodobno je radila na popravku i otvaranju dijela Jadranskog naftovoda Omišalj (otok Krk) - Rafinerija Sisak, na dijelu koji je prolazio kroz RSK. U Sisak je krajem siječnja 1995. godine stigla nafta, koja je iz Omišlja poslana ponovno otvorenim Jadranskim naftovodom. INA je iz Rafinerije Sisak preko UN-a srpskoj strani isporučila određene količine goriva, a na srpskoj strani se radilo i na otvaranju dalekovoda. Početkom veljače hrvatski i srpski predstavnici obišli su dijelove pruge Zagreb-Beograd na području zapadne Slavonije pod srpskim nadzorom, u sklopu priprema za njeno puštanje u promet najavljeno za travanj. Obavljeni su i prvi radovi na razminiranju te pruge.
5. kolovoza 1995. Hrvatska će osloboditi okupirane dijelove ozemlja i tzv. RSK prestat će postojati. 